# Ministrowie edukacji i umiejętności Irlandii
Minister edukacji i umiejętności (irl. An tAire Oideachais agus Scileanna), minister w rządzie Irlandii stojący na czele Departamentu edukacji i nauki (irl. An Roinn Oideachais agus Eolaíochta), zajmujący się sprawami szkolnictwa i nauki.

## Ministrowie edukacji
| Minister               | Czas urzędowania                           |
| ---------------------- | ------------------------------------------ |
| John J. O’Kelly        | 26 sierpnia 1919 – 9 stycznia 1922         |
| Michael Hayes          | 11 stycznia 1922 – 9 września 1922         |
| Finian Lynch           | 1 kwietnia 1922 – 30 sierpnia 1922         |
| Eoin MacNeill          | 30 sierpnia 1922 – 24 listopada 1925       |
| John M. O’Sullivan     | 28 stycznia 1926 – 9 marca 1932            |
| Tomás Ó Deirg          | 9 marca 1932 – 8 września 1939             |
| Seán T. O’Kelly (p.o.) | 8 września 1939 – 27 sierpnia 1939         |
| Éamon de Valera (p.o.) | 27 września 1939 – 18 czerwca 1940         |
| Tomás Ó Deirg          | 18 czerwca 1940 – 18 lutego 1948           |
| Richard Mulcahy        | 18 lutego 1948 – 13 czerwca 1951           |
| Seán Moylan            | 13 czerwca 1951 – 2 czerwca 1954           |
| Richard Mulcahy        | 2 czerwca 1954 – 20 marca 1957             |
| Jack Lynch             | 20 marca 1957 – 23 czerwca 1959            |
| Patrick Hillery        | 23 czerwca 1959 – 21 kwietnia 1965         |
| George Colley          | 21 kwietnia 1965 – 13 lipca 1966           |
| Donagh O’Malley        | 13 lipca 1966 – 10 marca 1968              |
| Jack Lynch             | 10 marca 1968 – 26 marca 1968              |
| Brian Lenihan          | 26 marca 1968 – 2 lipca 1969               |
| Pádraig Faulkner       | 2 lipca 1969 – 14 marca 1973               |
| Richard Burke          | 14 marca 1973 – 2 grudnia 1976             |
| Peter Barry            | 2 grudnia 1976 – 5 lipca 1977              |
| John P. Wilson         | 5 lipca 1977 – 30 czerwca 1981             |
| John Boland            | 30 czerwca 1981 – 9 marca 1982             |
| Martin O’Donoghue      | 9 marca 1982 – 6 października 1982         |
| Charles Haughey (p.o.) | 7 października 1982 – 27 października 1982 |
| Gerard Brady           | 27 października 1982 – 14 grudnia 1982     |
| Gemma Hussey           | 14 grudnia 1982 – 14 lutego 1986           |
| Patrick Cooney         | 14 lutego 1986 – 10 marca 1987             |
| Mary O’Rourke          | 10 marca 1987 – 14 listopada 1991          |
| Noel Davern            | 14 listopada 1991 – 11 lutego 1992         |
| Séamus Brennan         | 11 lutego 1992 – 12 stycznia 1993          |
| Niamh Bhreathnach      | 12 stycznia 1993 – 17 listopada 1994       |
| Michael Smith          | 18 listopada 1994 – 15 grudnia 1994        |
| Niamh Bhreathnach      | 15 grudnia 1994 – 26 czerwca 1997          |
| Micheál Martin         | 26 czerwca 1997 – 30 września 1997         |

## Ministrowie edukacji i nauki
| Minister       | Czas urzędowania                    |
| -------------- | ----------------------------------- |
| Micheál Martin | 30 września 1997 – 27 stycznia 2000 |
| Michael Woods  | 27 stycznia 2000 – 6 czerwca 2002   |
| Noel Dempsey   | 6 czerwca 2002 – 20 września 2004   |
| Mary Hanafin   | 20 września 2004 – 7 maja 2008      |
| Batt O’Keefe   | 7 maja 2008 – 23 marca 2010         |

## Ministrowie edukacji i umiejętności
| Minister      | Czas urzędowania             |
| ------------- | ---------------------------- |
| Mary Coughlan | 23 marca 2010 – 9 marca 2011 |
| Ruairi Quinn  | 9 marca 2011 –               |